# Xorides iwatensis
Xorides iwatensis är en stekelart som först beskrevs av Tohru Uchida 1928.  Xorides iwatensis ingår i släktet Xorides och familjen brokparasitsteklar. Inga underarter finns listade i Catalogue of Life.